# Guaycurú
Guaycurú (Guaicuru), naziv za grupu plemena porodice Guaycuruan koji zajedno s Mbayama čine jednu od dva ogranka Mbaya-Guaycurú Indijanaca. Ove dvije grupe plemena često se poistovjećuju, no u stvari sastoje se od različitih plemenskih skupina nastanjenih na jugu Brazila. Grupa Guaycurú obuhvaća plemena Guaycurú u pravom smislu, Comocaya, Guaicurutí, Guatatas, Naperus, Yapirues, i Tapayaes.

## Vanjske poveznice
[neaktivna poveznica]